# Zard
Zard (ザード, Zādo) foi um grupo de j-pop, formado em 1991, originalmente com cinco integrantes, tendo como líder a vocalista Izumi Sakai. No início, o nome da banda era "We-Zard", uma referência a palavra inglesa wizard (feiticeiro), a alusão a "magia" no nome tinha conotação com as músicas do grupo, ao qual tratavam, no geral, de temas ligados com o poder e a mágica dos sentimentos positivos.
Embora originalmente Zard fosse um grupo, no Japão era frequentemente considerado como uma cantora, no caso Izumi Sakai. Zard costumava manter recordes de vendas de singles de grupos com vocais femininos no Japão, até o lançamento do single No Way to Say de Ayumi Hamasaki.

## Discografia[5]
| #  | Título                                                                                             | Lançamento | Cópias Vendidas |
| -- | -------------------------------------------------------------------------------------------------- | ---------- | --------------- |
| 1  | Good-bye My Loneliness                                                                             | 27/03/1991 | 253.740         |
| 2  | Mou Sagasanai (もう探さない, I Won't Search Anymore)                                               | 25/12/1991 | 333.080         |
| 3  | Hold Me                                                                                            | 02/09/1992 | 1.065.190       |
| 4  | Yureru Omoi (揺れる想い, Moving Emotion)                                                           | 10/07/1993 | 2.239.354       |
| 5  | Oh My Love                                                                                         | 04/06/1994 | 2.002.070       |
| 6  | Forever You (フォーエヴァー・ユー)                                                                 | 10/03/1995 | 1.773.930       |
| 7  | Today is Another Day                                                                               | 08/07/1996 | 1.655.430       |
| 8  | Eien (永遠, Eternity)                                                                              | 17/02/1992 | 1.149.931       |
| 9  | Toki no Tsubasa (時間(とき)の翼, Wings of Time)                                                    | 15/02/2001 | 371.350         |
| 10 | Tomatteita Tokei ga Ima Ugokidashita (止まっていた時計が今動き出した, The Stopped Watch Moved Now) | 28/01/2004 | 212.494         |
| 11 | Kimi to no Distance (君とのThe Distance With You)                                                  | 07/09/2005 | 151.840         |

### Coletâneas
- 23 de abril de 1997] ZARD Blend ~Sun & Stone~|ZARD BLEND ~SUN & STONE~
- 28 de maio de 1999] ZARD Best The Single Collection ~Kiseki~|ZARD BEST The Single Collection ~Kiseki~
- 15 de setembro de 1999] ZARD Best ~Request Memorial~|ZARD BEST ~Request Memorial~
- 26 de janeiro de 2000] ZARD Cruising & Live
- 21 de novembro de 2001] ZARD Blend II ~Leaf & Snow~|ZARD BLEND II ~LEAF & SNOW~
- 25 de outubro de 2006] Golden Best ~15th Anniversary~
- 15 de agosto de 2007] Soffio di Vento ~Best of Izumi Sakai Selection~|Soffio di vento ~Best of IZUMI SAKAI Selection~
- 15 de agosto de 2007] Brezza di Mare ~Dedicated to Izumi Sakai~|Brezza di mare ~dedicated to IZUMI SAKAI~
- 23 de janeiro de 2008] ZARD Request Best ~Beautiful Memory~|ZARD Request Best ~beautiful memory~
- 28 de maio de 2008] ZARD Premium Box 1991-2008 Complete Single Collection
- 30 de junho de 2010] Feeling ZARD Orgel Collection vol.1 ～Yureru Omoi～
- 10 de fevereiro de 2011 Zard Single Collection: 20th Anniversary
- 1º de janeiro de 2012 Zard Album Collection: 20th Anniversary

### Singles
- 10 de fevereiro de 1991] Good-Bye My Loneliness
- 25 de junho de 1991] Fushigi ne...
- 6 de novembro de 1991] Mou Sagasanai
- 5 de agosto de 1992] Nemurenai Yoru wo Daite
- 9 de setembro de 1992] In My Arms Tonight
- 27 de janeiro de 1993] Makenaide
- 21 de abril de 1993] Kimi ga Inai
- 19 de maio de 1993] Yureru Omoi
- 4 de setembro de 1993] Mou Sukoshi Ato Sukoshi...
- 3 de novembro de 1993] Kitto Wasurenai
- 2 de fevereiro de 1994] Kono Ai ni Oyogi Tsukarete mo / Boy
- 8 de agosto de 1994] Konna ni Soba ni Iru no ni
- 24 de dezembro de 1994] Anata wo Kanjiteitai
- 1 de fevereiro de 1995] Just Believe in Love
- 5 de junho de 1995] Ai ga Mienai
- 28 de janeiro de 1995] Sayonara wa Ima mo Kono Mune ni Imasu
- 8 de janeiro de 1996] My Friend
- 6 de maio de 1996] Kokoro wo Hiraite
- 6 de janeiro de 1997] Don't You See!
- 26 de fevereiro de 1997] Kimi ni Aitakunattara...
- 2 de julho de 1997] Kaze ga Toori Nukeru Machi he
- 20 de agosto de 1997] Eien
- 3 de dezembro de 1997] My Baby Grand ~Nukumori ga Hoshikute~
- 4 de março de 1998] Iki mo Dekinai
- 17 de setembro de 1998] Unmei no Roulette Mawashite
- 2 de dezembro de 1998] Atarashii Door ~Fuyu no Himawari~
- 2 de dezembro de 1998] Good Day
- 7 de abril de 1999] Mind Games
- 16 de junho de 1999] Sekai wa Kitto Mirai no Naka
- 14 de outubro de 1999] Itai Kurai Kimi ga Afureteiru yo
- 1 de dezembro de 1999] Kono Namida Hoshi ni Nare
- 6 de setembro de 2000] Get U're Dream
- 15 de novembro de 2000] Promised You
- 22 de maio de 2002] Sawayaka na Kimi no Kimochi
- 9 de abril de 2003] Ashita wo Yumemite
- 9 de julho de 2003] Hitomi Tojite
- 12 de novembro de 2003] Motto Chikaku de Kimi no Yokogao Miteitai
- 23 de junho de 2004] Kakegae no Nai Mono
- 24 de novembro de 2004] Kyou wa Yukkuri Hanasou
- 20 de abril de 2005] Hoshi no Kagayaki yo / Natsu wo Matsu Sail no You ni
- 8 de março de 2006] Kanashii Hodo Anata ga Suki / Karaa to Ikou!
- 10 de maio de 2006] Heart ni Hi wo Tsukete
- 12 de dezembro de 2007] Glorious Mind
- 9 de abril de 2008] Tsubasa wo Hirogete / Ai wa Kurayami no Naka de
- 27 de maio de 2009] Sunao ni Ienakute

### DVDs
- 8 de junho de 2005] What a Beautiful Moment
- 25 de outubro de 2006] ZARD Le Portfolio 1991-2006

## Publicações[5]

### Livros
- 21 de novembro de 2001] 10°
- 25 de outubro de 2006] Portfolio
- 15 de agosto de 2007] Kitto Wasurenai

### Seleção de poesias
- 6 de fevereiro de 2000] Yureru Omoi
- 19 de junho de 2000] Makenaide
- 6 de setembro de 2000] My Friend
- 12 de dezembro de 2000] promised you